# بخش دوم اقتصاد
در اقتصاد کلان، بخش دوم اقتصاد یک بخش اقتصادی در تئوری سه بخشی است که موصوف نقش تولید می‌باشد و دربرگیرنده لوازمیست که منجر به تولید کالای نهایی قابل استفاده یا در حال تولید می‌شود.
این بخش به‌طور کلی حاصل کار بخش نخستین (یعنی مواد اولیه) را دریافت و کالاهای نهایی مناسب برای استفاده در مشاغل دیگر، صادرات یا فروش به مصرف‌کنندگان داخلی (از طریق توزیع توسط بخش سوم) را ایجاد می‌کند. بسیاری از این صنایع مقادیر زیادی انرژی مصرف می‌کنند و به کارخانه‌ها و ماشین آلات نیاز دارند. آنها اغلب بر اساس این تفسیر در صنایع سبک یا سنگین طبقه‌بندی می‌شوند. آنها همچنین مواد زائد و گرمای ضایعاتی تولید می‌کنند که ممکن است باعث مشکلات زیست‌محیطی یا آلودگی شود (به عوامل اثرات جانبی مراجعه کنید). به عنوان مثال می‌توان به مشاغلی چون تولید منسوجات، ماشین‌سازی و صنایع دستی برای اشاره به شاغلان این بخش اشاره کرد.